# Alonnisos
Alonnisos, Alonisos eller Alonissos (grekiska: Αλόννησος) är en grekisk ö i västra Egeiska havet, öster om det grekiska fastlandet, nordost om Euboia och nordväst om ön Skyros. Den tillhör ögruppen Sporaderna och är den tredje största ön i gruppen efter Skiathos och Skopelos.

## Historia
Under antiken kallades ön Ikos Evonymos. Från medeltiden fram till 1800-talet kallades huvudorten Chiliodromia, som betyder "tusen rutter". Andra namn var Liadromia och Heliodromia. 

## Geografi
Alonnisos är som bredast 4,5 km från nordväst till sydost, och som längst 20 km från sydväst till nordost. Den består mestadels av kalksten.
Den ligger tre kilometer öster om Skopelos. Alonnisos är också namnet på en by på ön, och på kommunen Dimos Alonnisos, som även innefattar flera andra öar; Adelfoi, Gioura, Kyra Panagia (Pelagos), Peristera, Piperi, Psathoura och Skantzoura.
Byn Alonissos ligger på öns sydsida, och kallas även Chora. Öns huvudstad och hamn heter Patitiri och ligger i sydost. Därifrån går färjetrafik till Volos, Agios Konstantinos och Thessaloniki på fastlandet samt till öarna Skiathos, Skopelos och Skyros.